# 須佐ホルンフェルス
座標: 北緯34度38分50.7秒 東経131度35分46秒 / 北緯34.647417度 東経131.59611度
須佐ホルンフェルス (すさホルンフェルス)は、山口県萩市須佐高山にある変成岩地形。日本の地質百選の一つ。本来は須佐の高山にある変成岩地形全体を指すが、主に観光ガイド等では「須佐ホルンフェルス大断層」や「須佐ホルンフェルス大断崖」等と呼ばれ、須佐ホルンフェルスの一部で海食崖である畳岩を指して、須佐ホルンフェルスと紹介されていることが多い。

## 概要

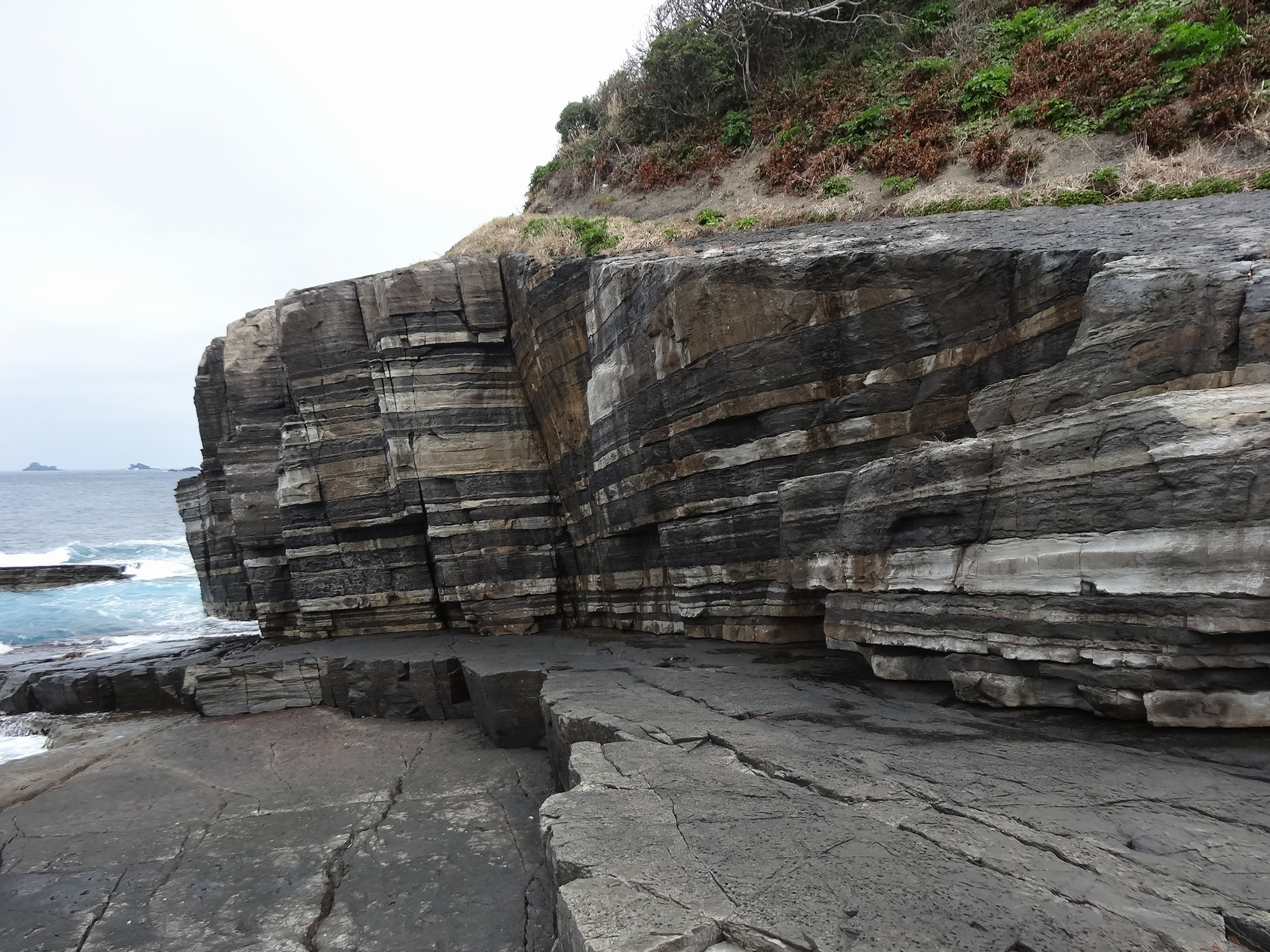
須佐ホルンフェルスを代表する畳岩

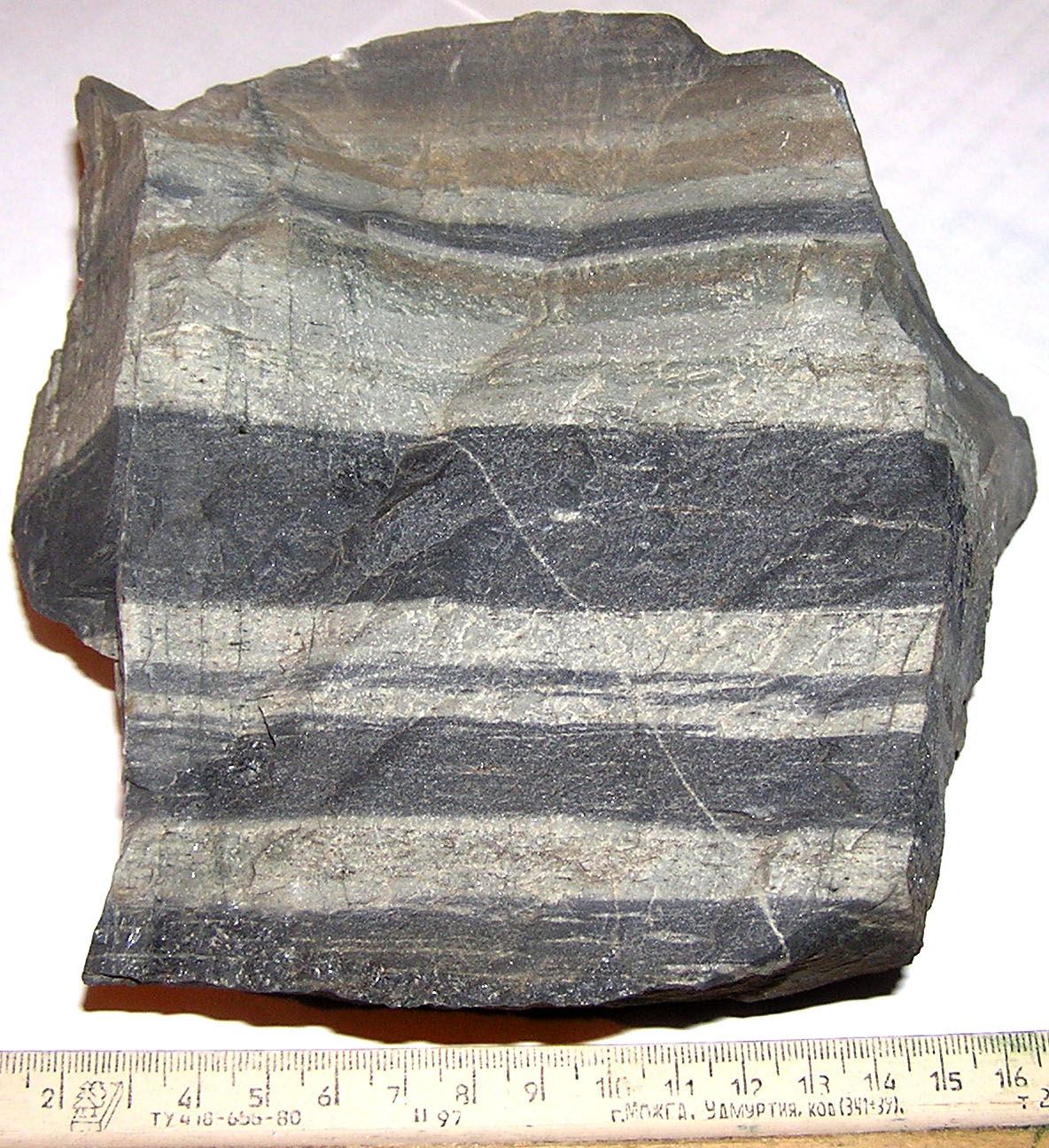
ホルンフェルスのサンプル

須佐ホルンフェルスは、萩市の須佐高山にある変成岩地形。平成19年 (2007年)、日本地質学会などが選定する「日本の地質百選」に選ばれている。
本来、ホルンフェルスとは変成岩の一分類を指し、溶岩等の熱による接触変成作用によって生じる接触変成岩のことである。「ホルンフェルス」の語源はドイツ語で「角の岩」の意味で、硬く緻密な組織をもち、割るとガラスのように角ばって割れることから名付けられた。須佐ホルンフェルスは萩市須佐の北方にそびえる高山 (標高532.8m) とその山麓一帯にかけて、高山斑れい岩等が長径３kmの岩株状岩体として露出している地形全体を指す。しかし、その一部である畳岩が観光地として有名なことから、特にこの畳岩を指して須佐ホルンフェルスと紹介していることが多い。畳岩は砂岩、頁岩の互層からなる灰白色と黒色の縞模様が美しい海食崖ではあるが、変成作用の程度は弱く、須佐ホルンフェルスの最外縁部に過ぎない。

## 地質

### 高山斑れい岩の貫入

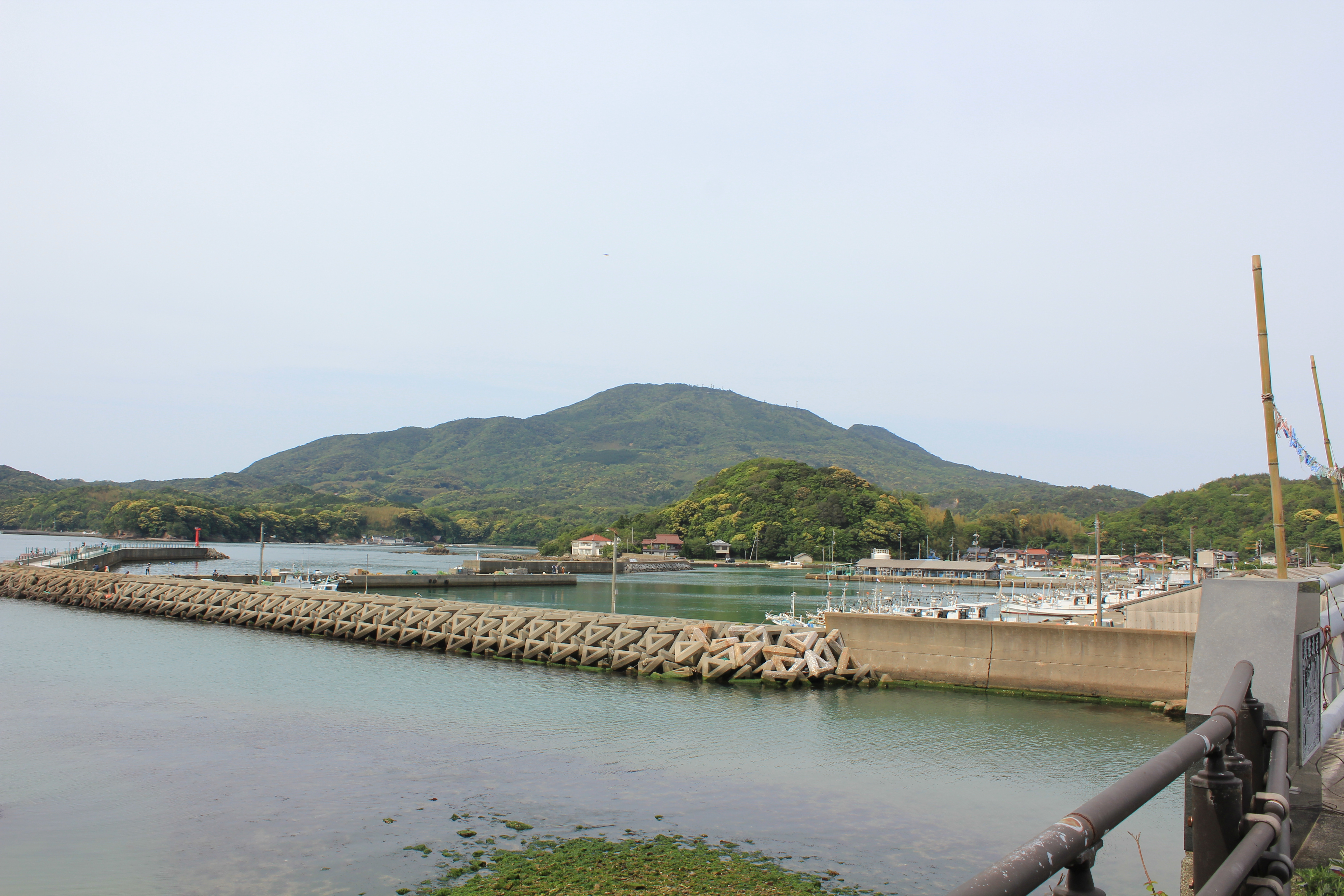
須佐漁港から見た高山の全景

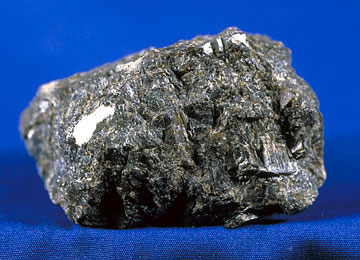
斑れい岩

手前の海食崖が畳岩。奥の赤褐色の崖がホルンフェルス化の著しい変成岩層。 - panoramio

須佐ホルンフェルス近辺の海岸は、主に白亜紀から古第三紀にかけての火成岩類からなり、険しい海食崖が形成されている。高山を中心とする半球状に突き出した半島部分は沈降海岸であり、須佐湾の入り江とは対照的に、半島部は断崖で海と接し、砂浜はほとんど見られない。この断崖の一角に畳岩がある。
萩市の旧須佐町から阿武町一帯にかけて、高山の半島基部は阿武層群あるいは三ケ岳流紋岩層と呼ばれる白亜紀の流紋岩溶岩、凝灰岩、溶結凝灰岩からなる層が分布している。また、高山の半島部分は、須佐層群と呼ばれる新第三紀の海成堆積層が分布しており、下部は砂岩や頁岩の互層で、貝化石を多く産する粗粒な海底谷堆積物からなり、上部は細粒な沖合相からなる。さらに、高山の一部や北部の高山岬、沖合いの山島には山島火山岩類が分布し、玄武岩質安山岩や安山岩の溶岩、火砕岩からなる。およそ1,400万年前の火山活動により、高山斑れい岩類が阿武層、須佐層、山島火山岩を貫き放射性岩脈を形成しており、貫入部の周辺は数百メートルに亘って接触熱変性作用を受けて種々のホルンフェルスを形成している。岩脈の貫入方向は北北西方向で、主に玄武岩質からなる。高山斑れい岩は径約2㎞の石英斑れい岩で，岩体上部には斜長石を多く含んでいる。

### ホルンフェルスの形成
高山斑れい岩が地殻上部の各層に貫入すると、周辺の岩石が接触熱変性を受けて再結晶化することが多く、熱変性岩が形成される。温度の上昇が主要因となるため、火成岩体に近接する高温域では、再結晶化がほぼ完全に行われ、等粒状の他形結晶が無秩序な方向に集まったモザイク組織 (グラノブラスチック)岩石を形成する。火成岩体からの距離が離れるに従って温度が低下し、接触変成岩の組織や再結晶化する鉱物の組合せも変化するため、変成鉱物の組成が異なるホルンフェルスが帯状に分布し、温度の違いによる変成過程を連続的に知ることができる点で学術的価値も高い。
- 阿武層群 - 花崗岩体に接する部分では角閃石 / 黒雲母 / 斜長石のホルンフェルス、また流紋岩質凝灰岩は紅柱石 / 黒雲母 / 白雲母のホルンフェルスを形成する。[5]。

- 須佐層群 - 須佐層群は高山斑れい岩の貫入に伴う引きずり作用によって斑れい岩に沿って向斜構造が発達している。須佐層群の泥岩 / 頁岩 / 砂岩に認められる変成鉱物の組み合わせに基づいて、変成温度の低い方から高い方へ、黒雲母 / 菫青石帯 / 斜方輝石帯 に分帯され、硬化した頁岩、点紋ホルンフェルス、塊状ホルンフェルスを形成する[6]。

- 山島火山岩 - 山島火山岩は高山斑れい岩による熱変性を最も強く受けている。高山岬の南西海岸の露頭部は菫青石帯の高温部に位置し、玄武岩質の基石に角閃石 / 黒雲母 / 斜長石結晶が生じ、グラノブラスチック組織を示している。また、高山南東山麓の露頭部は斜方輝石帯の最高温部に位置し、玄武岩質の基石に斜方輝石 / 単斜輝石 / 黒雲母 / 斜長石結晶の組合せでグラノブラスチック組織を示しており、強い熱変成をうけていることが分かる[6]。

### 重力異常
地質調査総合センター、新エネルギー産業技術総合開発機構、金属鉱業事業団、国土地理院、名古屋大学、島根大学、愛媛大学による測定データを基に、周辺一帯の重力測定が行われた。その結果、島根県津和野町付近から山口市徳地付近を経て防府市に至る地域には負のブーゲー異常が見られたが、須佐高山付近のみ明瞭な正のブーゲー異常が見られた。須佐ホルンフェルス一帯の高い重力異常は比較的浅い地殻域の岩石密度が高いことを示唆している。

## 畳岩
前述の通り、観光ガイド等では畳岩を須佐ホルンフェルスそのものを指す表現で紹介されていることが多いため特記する。
本来のホルンフェルスの定義は熱変性による接触変成岩形成であり、畳岩はさほど熱変性を受けている訳ではない事から、これを「ホルンフェルス」と呼ぶ表記は適当ではない。また、畳岩を指して「ホルンフェルス大断層」と紹介する場合があるが、断層がある訳でもない。しかしながら、灰色から乳白色を示す砂岩層と、黒色を示す泥岩もしくは頁岩の層が折り重なる地層が露出して美しい景観を作り出しており、地質学的な価値は十分に高く、須佐ホルンフェルスを代表する景観の一部と言える。畳岩の断崖の高さは約12メートルから15メートルあり、灰白色と黒色の縞模様が映える。下部は海水面とほぼ等しい棚となっている。断崖は波の侵食でできた海食崖で、堆積した砂岩（灰白色）と頁岩（黒色）の層が縞状に重なっている様子が畳を積み重ねたように見えることから「畳岩」と呼ばれている。
畳岩は約2000万年前、東アジア大陸の一部が南に移動し、約1500万年前までに現在の日本列島の原型を形作った際に日本海で堆積した砂や泥の堆積層であり、接触熱変性によるホルンフェルス化の程度は低い。そのため、この地層からは二枚貝、巻貝、ウミガメ等の化石が発見される。礫や粗い砂粒の層は見られず、また、発見される化石も比較的深い場所で見られる生物が多いことから、大陸棚や大陸斜面で堆積した層と考えられる。これらの堆積層が地震や地すべりによって混濁流となって深海層に運ばれた層をタービダイトと呼ぶ。粒子の大きさによって沈降速度に違いが生まれ (級化層理) 、混濁流が発生するたびに砂岩の灰白色層と泥岩・頁岩の黒層が積み重なって美しい互層が形成されている。
また、畳岩には六角柱の玄武岩柱状節理も見られ、遊歩道で下まで降り、岩肌を見ることができる。地層断面が平面状に綺麗に露頭している理由として、地層全体に節理と呼ばれる割れ目が発達しており、割れ目に沿って岩が崩れるためと考えられている。

## 観光

### 畳岩
最寄りに須佐おもてなし協会が運営する「つわぶきの館」があり、トイレ、休憩、土産物販売を行っている。ここから畳岩の断崖まで遊歩道が整備されており、500m、徒歩約8分。雨天時や強風時は雨や波しぶきで滑りやすく、近付くには危険な場合がある。
- 住所 - 萩市須佐高山北海岸 [8][12]
- アクセス - JR須佐駅より車で約10分[1][8]、徒歩90分[12]、萩市街地から国道191号線を北上し車で50分[12]
- 駐車場 - 普通車30台、大型バス3台 (無料)[1][8]
- 現地ガイド - 10名以上から予約可能 (無料)[1]

### 高山の磁石石
須佐高山の山頂に多くの斑レイ岩の巨石が露出しており、磁石石は方位磁針が狂うほどの強い磁性を帯びた巨石で、山頂近くにある駐車場から、階段状の遊歩道を徒歩5分。
- アクセス - JR須佐駅から車で20分
- 駐車場 - 山頂手前にあり

### 須佐湾遊覧船
須佐湾ジオクルージングと称し、イカ釣り漁船や瀬渡し船を利用して、須佐湾遊覧が出来る。船は全て須佐漁港で実際に使われているイカ釣り漁船もしくは瀬渡し船で、定員が10名程度の小型船。現役漁師とボランティアガイドが乗船し、須佐湾の景観を案内してくれる。晴天時は畳岩を含む須佐ホルンフェルス案内を行う湾外コースを約1時間かけて案内する。雨天時や時化の際は湾内コースを約30分かけて案内する。荒天時は欠航される。遊覧は4月下旬から10月一杯までの期間行われるが、定期運航は運航日が限られており、運航日は1日8便運行される。大人5名以上で予約運行が可能で、期間中10時～15時の間で予約可能。
湾外コースでは、約1億年前の火山活動でできた屏風岩や、畳岩の他、弁天島、観音岩、海苔台、黒島、天神島、金襴崎等を周遊する。

## 周辺
山口県北東部の須佐湾一帯は、景観の美しさと地質学的特性から国の天然記念物ならびに国指定の名勝に指定されている。また、高山の磁石石も国の天然記念物に指定されている。
2018年には、高山、須佐ホルンフェルスを含む「萩ジオパーク」が日本ジオパークに認定されている。

### 周辺の観光地
- 畳が淵 - 河床に亀甲状の岩石が並ぶ柱状節理。
- 龍鱗郷 - 六角形の石柱が立ち並ぶ玄武岩柱状節理の岩肌。山口県の天然記念物。
- 萩市内（萩城下町）

## 参考画像

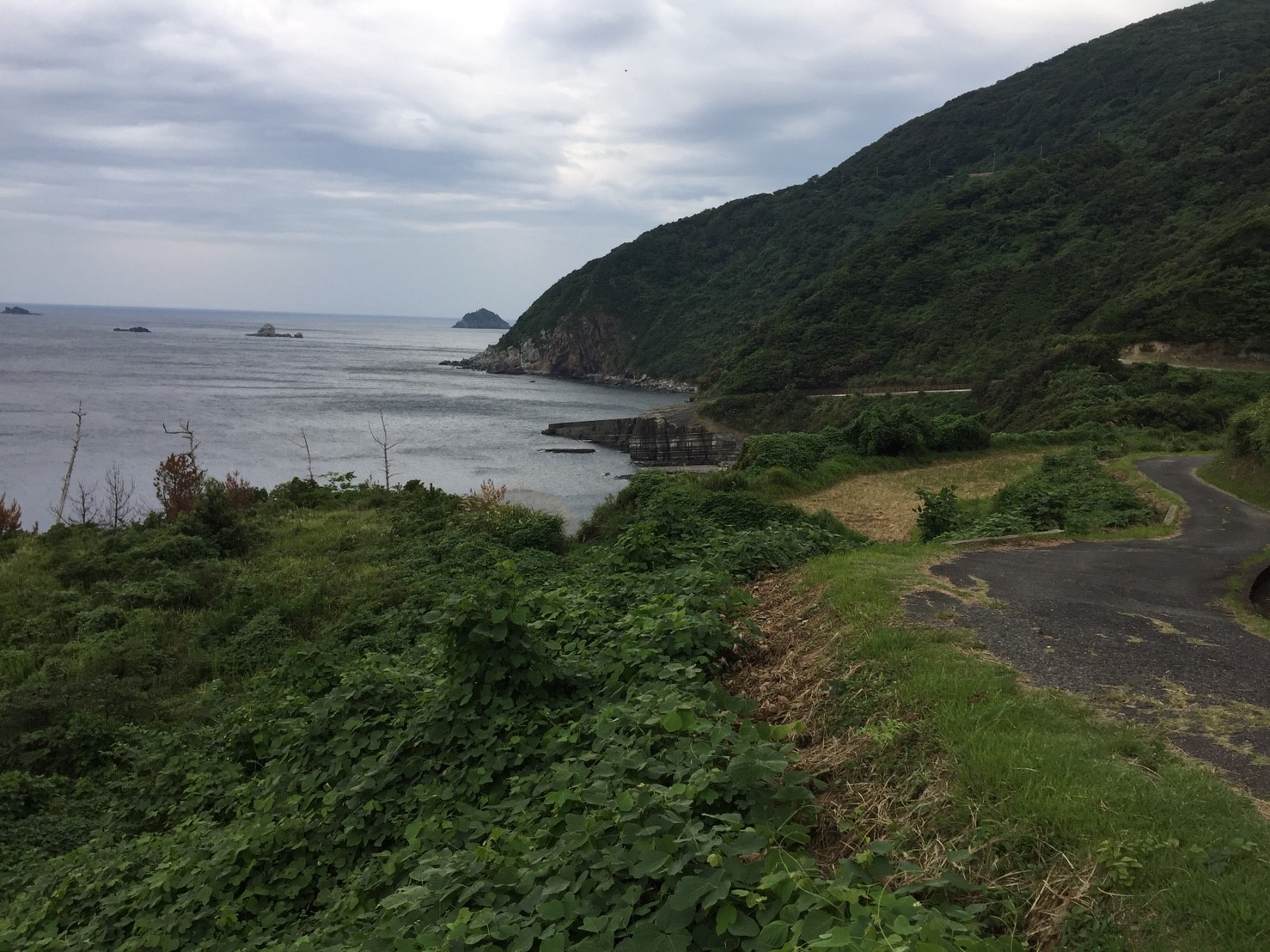
畳岩の遊歩道から見た須佐ホルンフェルス全景
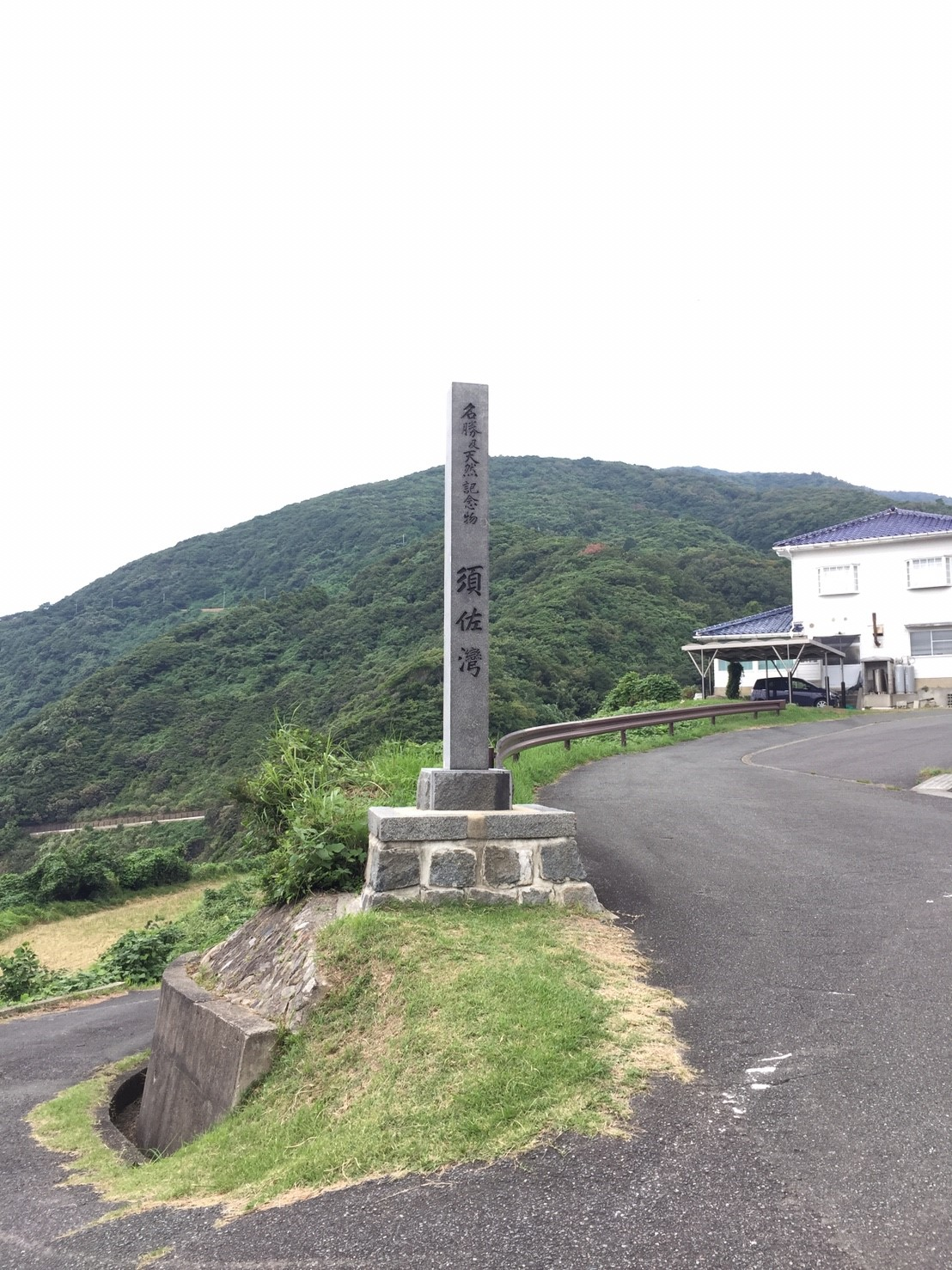
畳岩の遊歩道入り口にある須佐湾の記念碑
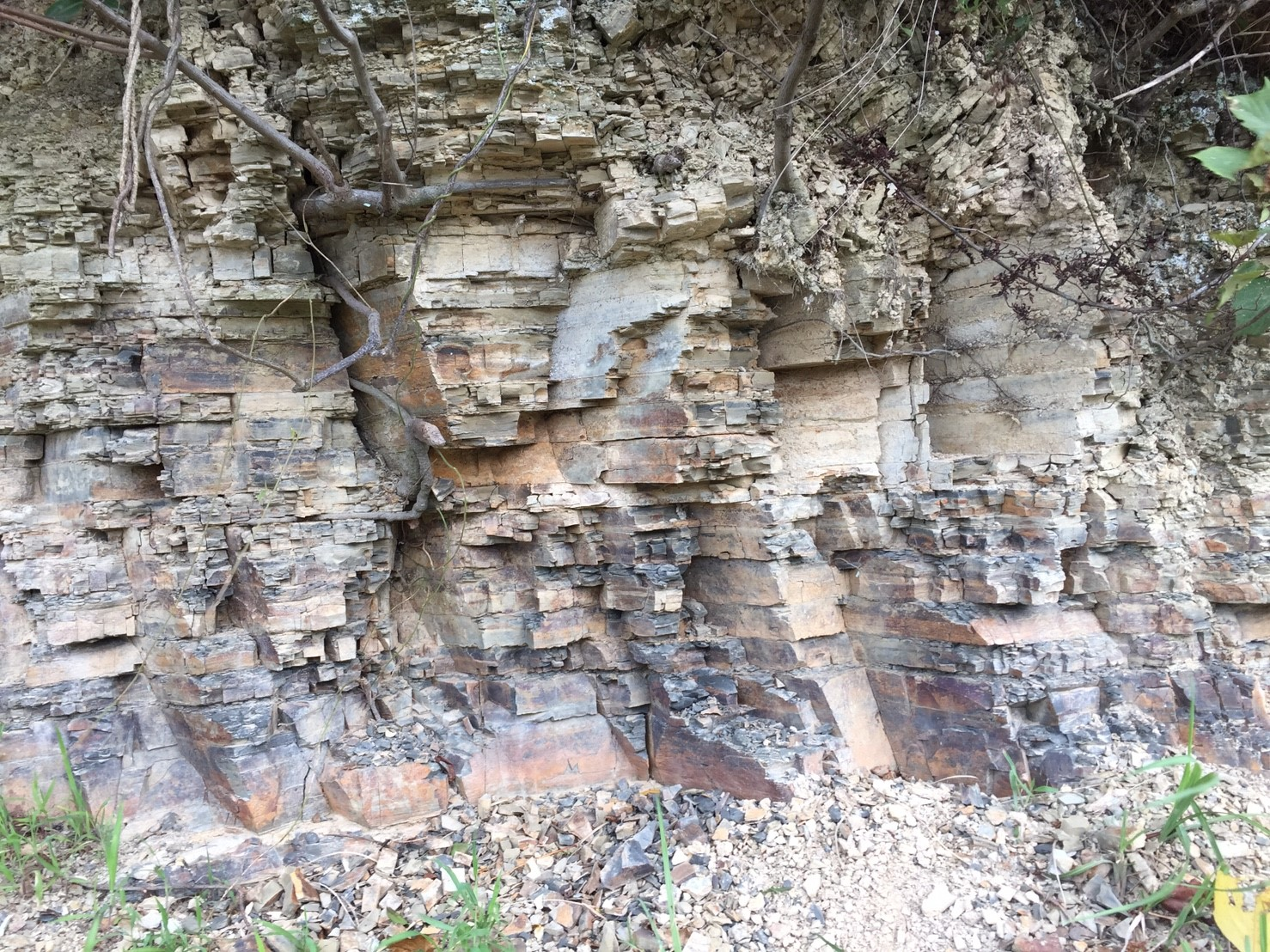
畳岩の遊歩道にある節理面が分かる崖
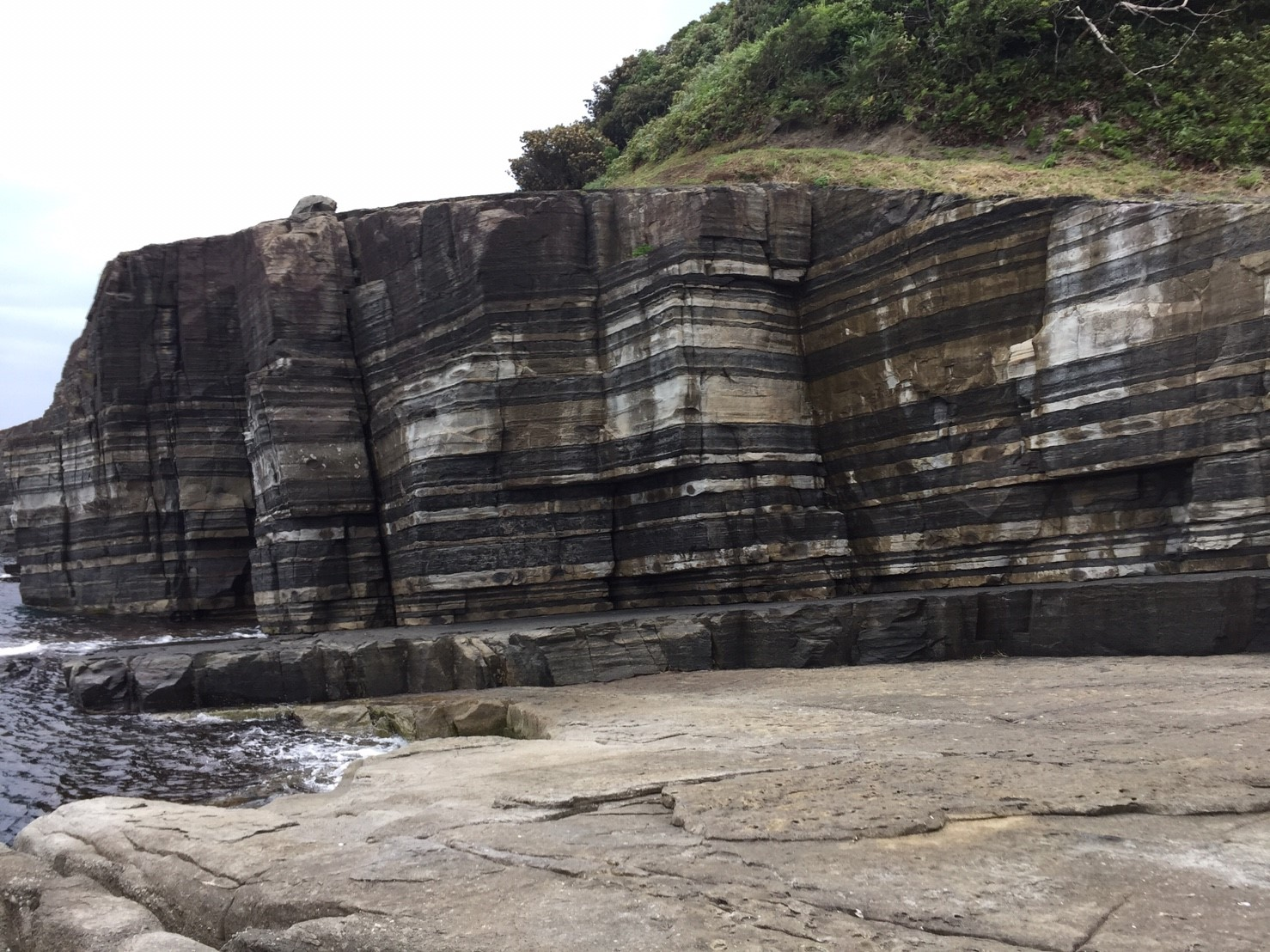
畳岩の全景
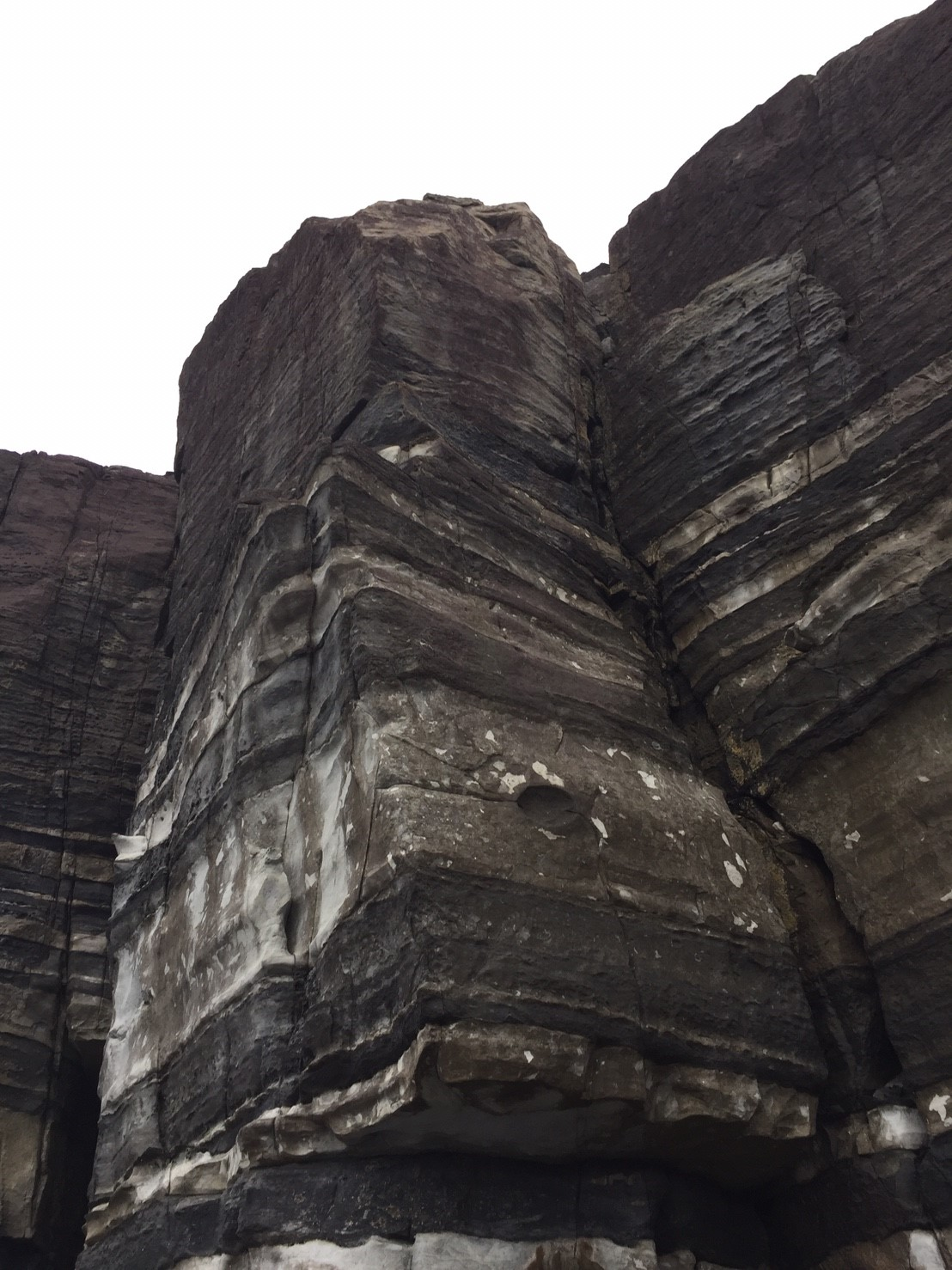
畳岩の海食崖面
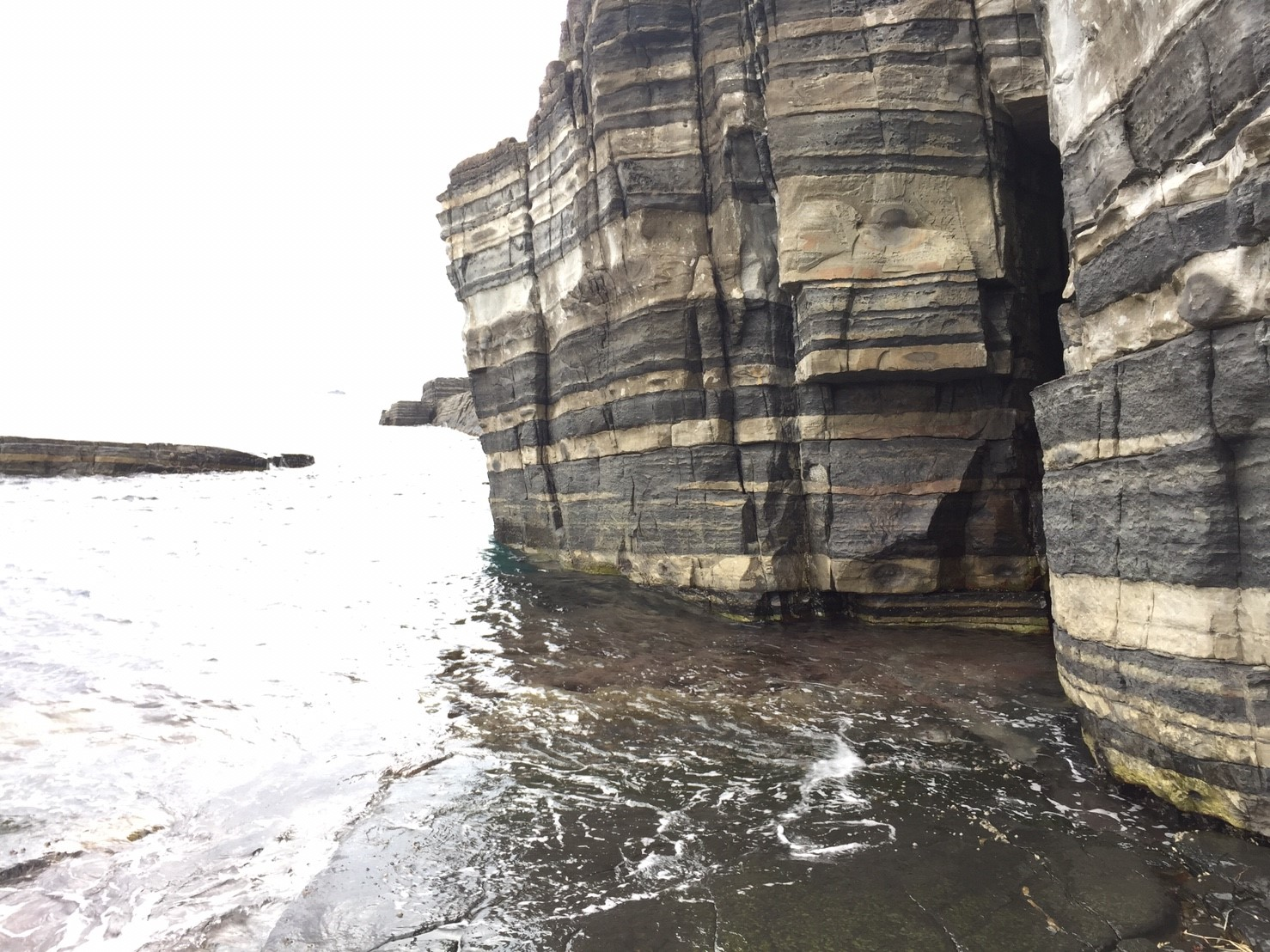
畳岩の海水面
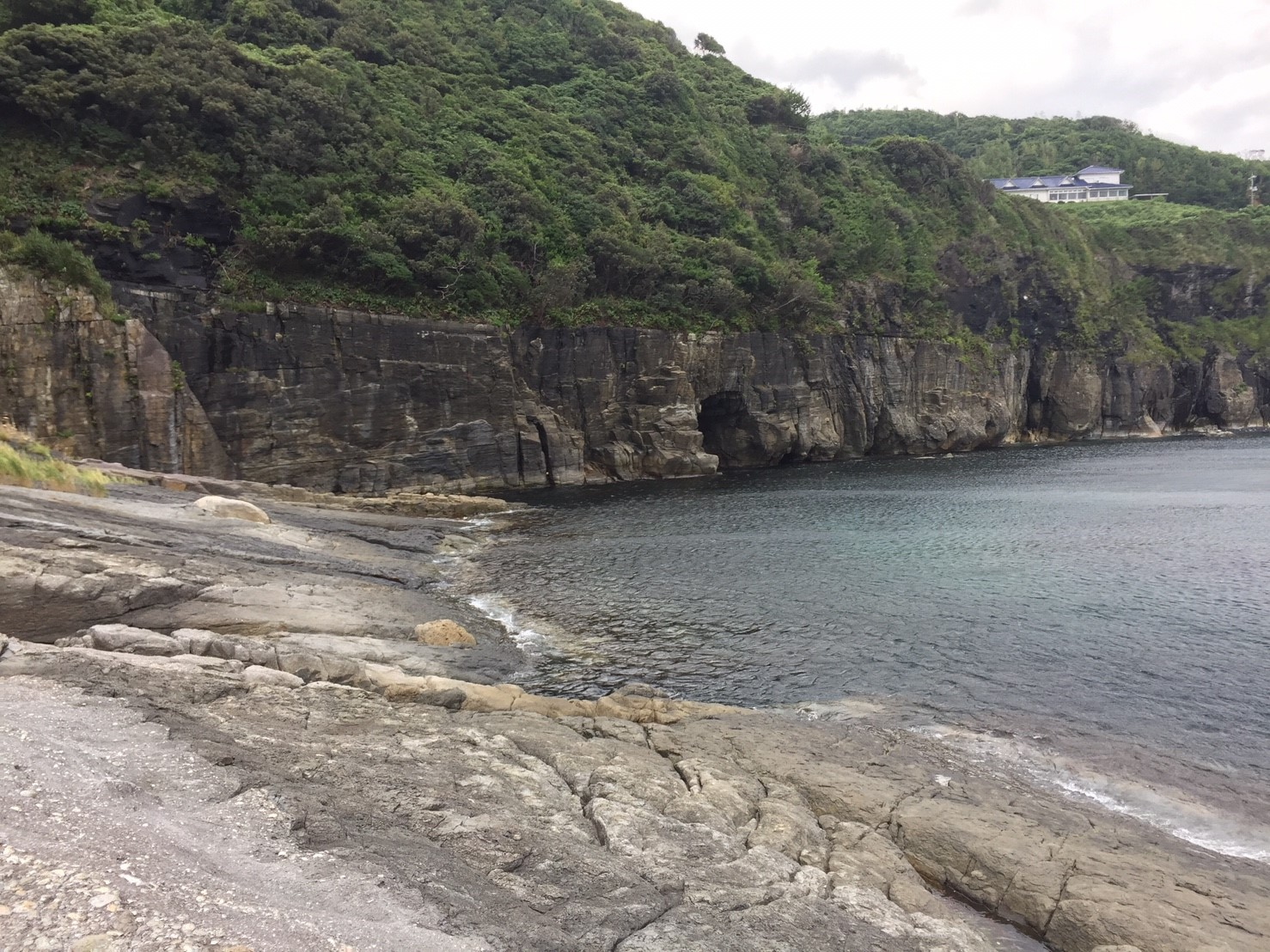
須佐ホルンフェルスの畳岩から見たつわぶきの館

## その他
- 高山斑れい岩は「須佐石」と呼ばれ、墓石等の石材として利用されている[6]。
- 須佐の地名は、日本神話に登場するスサノオにちなむ。航海の途中、舟の位置が分からなくなったスサノオが、船中にあった磁石が高山の磁石石の方角を指したことを頼りに無事須佐湾に入港することができた、という神話の故事にちなんでいる[2]。